# 린샹 (치어리더)
린샹(중국어: 林襄, 병음: Lín Xiāng, 한자음: 임양, 영어: Mizuki Lin, 1997년 9월 5일 ~ )은 대만의 치어리더, 모델이자 인터넷 인물으로, 전 치어리딩 라쿠텐 걸스(Rakuten Girls)의 멤버, 현재 치어리딩 드래곤 뷰티스(Dragon Beauties)의 멤버이다.